# Lista över Nederländernas premiärministrar
Nederländernas premiärminister är Nederländernas regeringschef. 
Premiärministern leder regeringens exekutiva arbete och stiftar tillsammans med sin regering och Generalstaternas andra kammare landets lagar och regler.
Dick Schoof är Nederländernas premiärminister sedan 2024.

## Lista
Nedan följer en lista över Nederländernas premiärministrar. Ämbetet har funnits sedan den 25 mars 1848.

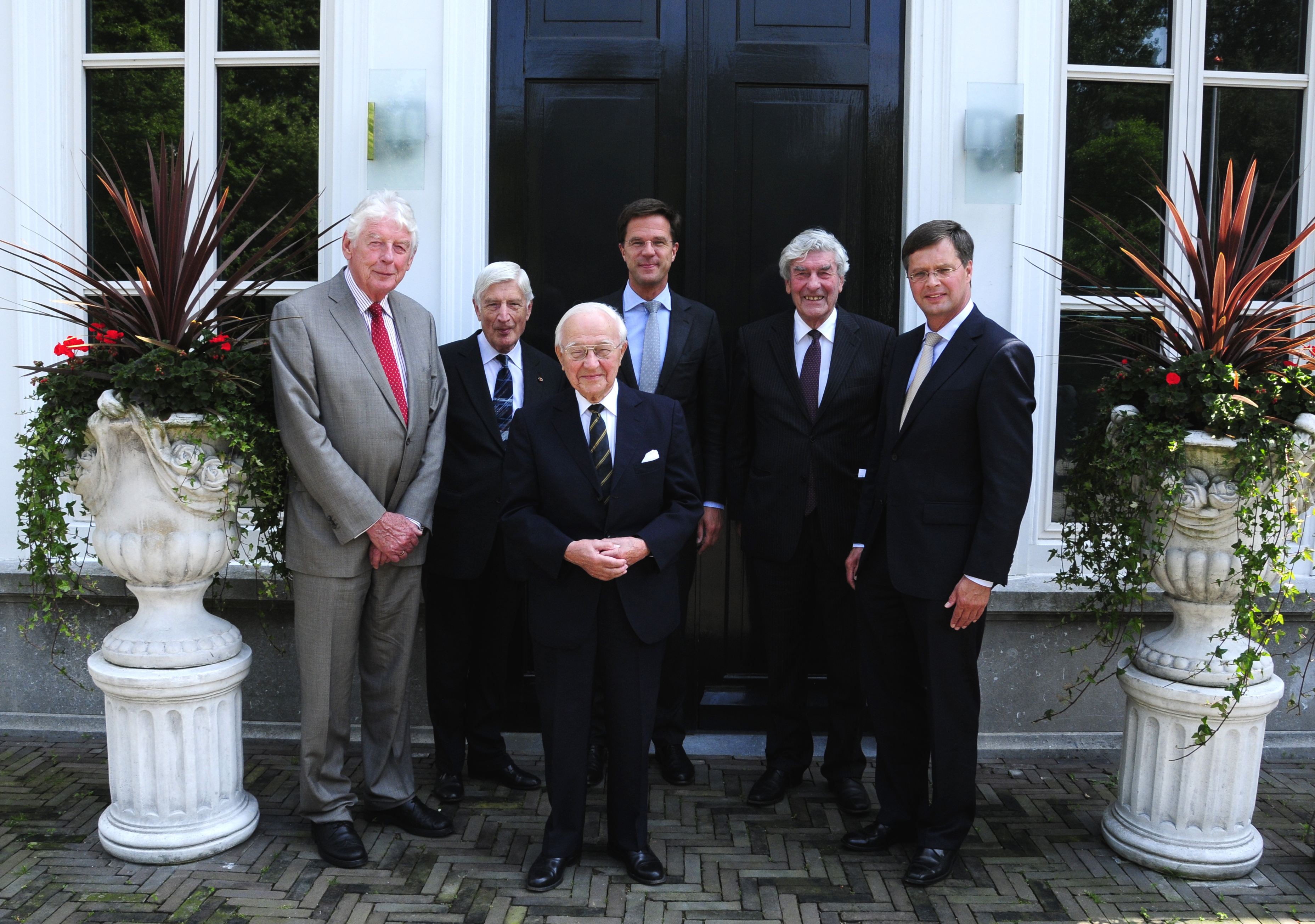
Foto med nuvarande premiärminister Mark Rutte och hans (i livet) samlade företrädare den 5 juli 2011. Från vänster till höger: Wim Kok, Dries van Agt, Piet de Jong, Mark Rutte, Ruud Lubbers samt Jan Peter Balkenende.

### Ordförande i ministerrådet (1848-1918)
| Namn                           | Mandatperiod     | Mandatperiod     | Parti                                      |
| Namn                           | Början           | Slut             | Parti                                      |
| ------------------------------ | ---------------- | ---------------- | ------------------------------------------ |
| Gerrit Schimmelpenninck        | 25 mars 1848     | 17 maj 1848      | Liberal (ingen partitillhörighet)          |
| Jacob de Kempenaer             | 21 november 1848 | 1 november 1849  | Liberal (ingen partitillhörighet)          |
| Johan Rudolph Thorbecke        | 1 november 1849  | 19 april 1853    | Liberal (ingen partitillhörighet)          |
| Floris Adriaan van Hall        | 19 april 1853    | 1 juli 1856      | Liberal (ingen partitillhörighet)          |
| Justinus van der Brugghen      | 1 juli 1856      | 18 mars 1858     | Antirevolutionär (ingen partitillhörighet) |
| Jan Jacob Rochussen            | 18 mars 1858     | 23 februari 1860 | Konservativ (ingen partitillhörighet)      |
| Floris Adriaan van Hall        | 23 februari 1860 | 14 mars 1861     | Liberal (ingen partitillhörighet)          |
| Jacob van Zuylen van Nijevelt  | 14 mars 1861     | 10 november 1861 | Liberal (ingen partitillhörighet)          |
| Schelto van Heemstra           | 10 november 1861 | 1 februari 1862  | Liberal (ingen partitillhörighet)          |
| Johan Rudolph Thorbecke        | 1 februari 1862  | 10 februari 1866 | Liberal (ingen partitillhörighet)          |
| Isaäc Fransen van de Putte     | 10 februari 1866 | 1 juni 1866      | Liberal (ingen partitillhörighet)          |
| Julius van Zuylen van Nijevelt | 1 juni 1866      | 4 juni 1868      | Konservativ (ingen partitillhörighet)      |
| Pieter Philip van Bosse        | 4 juni 1868      | 4 januari 1871   | Liberal (ingen partitillhörighet)          |
| Johan Rudolph Thorbecke        | 4 januari 1871   | 4 juni 1872      | Liberal (ingen partitillhörighet)          |
| Gerrit de Vries                | 4 juni 1872      | 27 augusti 1874  | Liberal (ingen partitillhörighet)          |
| Jan Heemskerk                  | 27 augusti 1874  | 3 november 1877  | Konservativ (ingen partitillhörighet)      |
| Jan Kappeyne van de Coppello   | 3 november 1877  | 20 augusti 1879  | Liberal (ingen partitillhörighet)          |
| Theo van Lynden van Sandenburg | 20 augusti 1879  | 23 april 1883    | Antirevolutionär (ingen partitillhörighet) |
| Jan Heemskerk                  | 23 april 1883    | 20 april 1888    | Konservativ (ingen partitillhörighet)      |
| Æneas Mackay                   | 20 april 1888    | 21 augusti 1891  | Antirevolutionära partiet                  |
| Gijsbert van Tienhoven         | 21 augusti 1891  | 9 maj 1894       | Liberal (ingen partitillhörighet)          |
| Joan Röell                     | 9 may 1894       | 27 juli 1897     | Liberal (ingen partitillhörighet)          |
| Nicolaas Pierson               | 27 juli 1897     | 1 augusti 1901   | Liberala Unionen                           |
| Abraham Kuyper                 | 1 augusti 1901   | 17 augusti 1905  | Antirevolutionära partiet                  |
| Theo de Meester                | 17 augusti 1905  | 12 februari 1908 | Liberala Unionen                           |
| Theo Heemskerk                 | 12 februari 1908 | 29 augusti 1913  | Antirevolutionära partiet                  |
| Pieter Cort van der Linden     | 29 augusti 1913  | 9 september 1918 | Liberal (ingen partitillhörighet)          |
| Charles Ruijs de Beerenbrouck  | 9 september 1918 | 4 augusti 1925   | Romersk-katolska statspartiet              |
| Hendrikus Colijn               | 4 augusti 1925   | 8 mars 1926      | Antirevolutionära partiet                  |
| Dirk Jan de Geer               | 8 mars 1926      | 10 augusti 1929  | Kristliga Historiska Unionen               |

### Ordförande i ministerrådet (1918-1945)
| Namn                          | Mandatperiod     | Mandatperiod     | Parti                         |
| Namn                          | Början           | Slut             | Parti                         |
| ----------------------------- | ---------------- | ---------------- | ----------------------------- |
| Charles Ruijs de Beerenbrouck | 10 augusti 1929  | 26 maj 1933      | Romersk-katolska statspartiet |
| Hendrikus Colijn              | 26 maj 1933      | 10 augusti 1939  | Antirevolutionära partiet     |
| Dirk Jan de Geer              | 10 augusti 1939  | 3 september 1940 | Kristliga Historiska Unionen  |
| Pieter Sjoerds Gerbrandy      | 3 september 1940 | 24 juni 1945     | Antirevolutionära partiet     |

### Ministerpresidenter (1945- )
| Premiärministrar under Wilhelmina (1890–1948) |                      |                               |                  |                  |                     |                                                                          |                                 |                                     |
| Porträtt                                      | Porträtt             | Namn (Född-Död)               | Mandatperiod     | Mandatperiod     | Mandatperiod        | Politiskt parti                                                          | Parlamentsval                   | Ministär                            |
| Porträtt                                      | Porträtt             | Namn (Född-Död)               | Tillträde        | Avgick           | Duration            | Politiskt parti                                                          | Parlamentsval                   | Ministär                            |
|                                               |                      | Wim Schermerhorn (1894–1977)  | 24 juni 1945     | 3 juli 1946      | 1 år och 9 dagar    | Frisinnade Demokratiska Förbundet år 1946 sammanfogat med Arbetarpartiet | —                               | Schermerhorn-Drees VDB–SDAP–KVP–ARP |
|                                               | Louis Beel           | Louis Beel (1902–1977)        | 3 juli 1946      | 7 augusti 1948   | 2 år och 35 dagar   | Katolska Folkpartiet                                                     | 1946                            | Beel I KVP–PvdA                     |
| Premiärministrar under Juliana (1948–1980)    |                      |                               |                  |                  |                     |                                                                          |                                 |                                     |
| Porträtt                                      | Porträtt             | Namn (Född-Död)               | Mandatperiod     | Mandatperiod     | Mandatperiod        | Politiskt parti                                                          | Parlamentsval                   | Ministär                            |
| Porträtt                                      | Porträtt             | Namn (Född-Död)               | Tillträde        | Avgick           | Duration            | Politiskt parti                                                          | Parlamentsval                   | Ministär                            |
|                                               | Louis Beel           | Willem Drees (1886–1988)      | 7 augusti 1948   | 15 mars 1951     | 10 år och 137 dagar | Arbetarpartiet                                                           | 1948                            | Drees-Van Schaik PvdA–KVP–CHU–VVD   |
| 15 mars 1951                                  | Louis Beel           | Willem Drees (1886–1988)      | 2 september 1952 | —                | 10 år och 137 dagar | Arbetarpartiet                                                           | Drees I (II) PvdA–KVP–ARP–CHU   |                                     |
| 2 september 1952                              | Louis Beel           | Willem Drees (1886–1988)      | 13 oktober 1956  | 1952             | 10 år och 137 dagar | Arbetarpartiet                                                           | Drees II (III) PvdA–KVP–ARP–CHU |                                     |
| 13 oktober 1956                               | Louis Beel           | Willem Drees (1886–1988)      | 22 december 1958 | 1956             | 10 år och 137 dagar | Arbetarpartiet                                                           | Drees III (IV) PvdA–KVP–ARP–CHU |                                     |
|                                               | Louis Beel           | Louis Beel (1902–1977)        | 22 december 1958 | 19 maj 1959      | 0 år och 148 dagar  | Katolska Folkpartiet                                                     | —                               | Beel II KVP–ARP–CHU                 |
|                                               | Jan de Quay          | Jan de Quay (1901–1985)       | 19 maj 1959      | 24 juli 1963     | 4 år och 66 dagar   | Katolska Folkpartiet                                                     | 1959                            | De Quay KVP–ARP–CHU–VVD             |
|                                               | Victor Marijnen      | Victor Marijnen (1917–1975)   | 24 juli 1963     | 14 april 1965    | 1 år och 264 dagar  | Katolska Folkpartiet                                                     | 1963                            | Marijnen KVP–ARP–CHU–VVD            |
|                                               | Jo Cals              | Jo Cals (1914–1971)           | 14 april 1965    | 22 november 1966 | 1 år och 222 dagar  | Katolska Folkpartiet                                                     | —                               | Cals KVP–ARP–PvdA                   |
|                                               | Jelle Zijlstra       | Jelle Zijlstra (1918–2001)    | 22 november 1966 | 5 april 1967     | 0 år och 134 dagar  | Antirevolutionära partiet                                                | —                               | Zijlstra ARP–KVP                    |
|                                               | Piet de Jong         | Piet de Jong (1915–2016)      | 5 april 1967     | 6 juli 1971      | 4 år och 92 dagar   | Katolska Folkpartiet                                                     | 1967                            | De Jong KVP–ARP–CHU–VVD             |
|                                               | Barend Biesheuvel    | Barend Biesheuvel (1920–2001) | 6 juli 1971      | 9 augusti 1972   | 1 år och 309 dagar  | Antirevolutionära partiet                                                | 1971                            | Biesheuvel I ARP–KVP–CHU–VVD–DS70   |
| 9 augusti 1972                                | Barend Biesheuvel    | Barend Biesheuvel (1920–2001) | 11 maj 1973      | —                | 1 år och 309 dagar  | Antirevolutionära partiet                                                | Biesheuvel II ARP–KVP–CHU–VVD   |                                     |
|                                               | Joop den Uyl         | Joop den Uyl (1919–1987)      | 11 maj 1973      | 19 december 1977 | 4 år och 222 dagar  | Arbetarpartiet                                                           | 1972                            | Den Uyl PvdA–KVP–ARP–D66–PPR        |
|                                               | Dries van Agt        | Dries van Agt (1931– )        | 19 december 1977 | 11 december 1981 | 4 år och 320 dagar  | Katolska Folkpartiet år 1980 sammanfogat med Kristdemokratisk appell     | 1977                            | Van Agt I CDA–VVD                   |
| 11 december 1981                              | Dries van Agt        | Dries van Agt (1931– )        | 29 maj 1982      | 1981             | 4 år och 320 dagar  | Katolska Folkpartiet år 1980 sammanfogat med Kristdemokratisk appell     | Van Agt II CDA–PvdA–D66         |                                     |
| 29 maj 1982                                   | Dries van Agt        | Dries van Agt (1931– )        | 4 november 1982  | —                | 4 år och 320 dagar  | Katolska Folkpartiet år 1980 sammanfogat med Kristdemokratisk appell     | Van Agt III CDA–D66             |                                     |
| Premiärministrar under Beatrix (1980–2013)    |                      |                               |                  |                  |                     |                                                                          |                                 |                                     |
| Porträtt                                      | Porträtt             | Namn (Född–Död)               | Mandatperiod     | Mandatperiod     | Mandatperiod        | Politiskt parti                                                          | Parlamentsval                   | Ministär                            |
| Porträtt                                      | Porträtt             | Namn (Född–Död)               | Tillträde        | Avgick           | Duration            | Politiskt parti                                                          | Parlamentsval                   | Ministär                            |
|                                               | Ruud Lubbers         | Ruud Lubbers (1939–2018)      | 4 november 1982  | 14 juli 1986     | 11 år och 291 dagar | Kristdemokratisk appell                                                  | 1982                            | Lubbers I CDA–VVD                   |
| 14 juli 1986                                  | Ruud Lubbers         | Ruud Lubbers (1939–2018)      | 7 november 1989  | 1986             | 11 år och 291 dagar | Kristdemokratisk appell                                                  | Lubbers II CDA–VVD              |                                     |
| 7 november 1989                               | Ruud Lubbers         | Ruud Lubbers (1939–2018)      | 22 augusti 1994  | 1989             | 11 år och 291 dagar | Kristdemokratisk appell                                                  | Lubbers III CDA–PvdA            |                                     |
|                                               | Wim Kok              | Wim Kok (1938–2018)           | 22 augusti 1994  | 3 augusti 1998   | 7 år och 334 dagar  | Arbetarpartiet                                                           | 1994                            | Kok I PvdA–VVD–D66                  |
| 3 augusti 1998                                | Wim Kok              | Wim Kok (1938–2018)           | 22 juli 2002     | 1998             | 7 år och 334 dagar  | Arbetarpartiet                                                           | Kok II PvdA–VVD–D66             |                                     |
|                                               | Jan Peter Balkenende | Jan Peter Balkenende (1956– ) | 22 juli 2002     | 27 maj 2003      | 8 år och 84 dagar   | Kristdemokratisk appell                                                  | 2002                            | Balkenende I CDA–LPF–VVD            |
| 27 maj 2003                                   | Jan Peter Balkenende | Jan Peter Balkenende (1956– ) | 7 juli 2006      | 2003             | 8 år och 84 dagar   | Kristdemokratisk appell                                                  | Balkenende II CDA–VVD–D66       |                                     |
| 7 juli 2006                                   | Jan Peter Balkenende | Jan Peter Balkenende (1956– ) | 22 februari 2007 | —                | 8 år och 84 dagar   | Kristdemokratisk appell                                                  | Balkenende III CDA–VVD          |                                     |
| 22 februari 2007                              | Jan Peter Balkenende | Jan Peter Balkenende (1956– ) | 14 oktober 2010  | 2006             | 8 år och 84 dagar   | Kristdemokratisk appell                                                  | Balkenende IV CDA–PvdA–CU       |                                     |
|                                               | Mark Rutte           | Mark Rutte (1967– )           | 14 oktober 2010  | 5 november 2012  | 14 år och 307 dagar | Folkpartiet för Frihet och Demokrati                                     | 2010                            | Rutte I VVD–CDA                     |
| 5 november 2012                               | Mark Rutte           | Mark Rutte (1967– )           | 26 oktober 2017  | 2012             | 14 år och 307 dagar | Folkpartiet för Frihet och Demokrati                                     | Rutte II VVD–PvdA               |                                     |
| 26 oktober 2017                               | Mark Rutte           | Mark Rutte (1967– )           | 10 januari 2022  | 2017             | 14 år och 307 dagar | Folkpartiet för Frihet och Demokrati                                     | Rutte III VVD–CDA–D66–CU        |                                     |
| 10 januari 2022                               | Mark Rutte           | Mark Rutte (1967– )           | 2 juli 2024      | 2021             | 14 år och 307 dagar | Folkpartiet för Frihet och Demokrati                                     | Rutte IV VVD–CDA–D66–CU         |                                     |
|                                               |                      | Dick Schoof (1957–)           | 2 juli 2024      | Innehar ämbetet  | 1 år och 46 dagar   | Partilös                                                                 | 2023                            | Schoof PPV–VVD–NSC–BBB              |

### Fotnoter
1. ↑  ”World Statesmen”. http://www.worldstatesmen.org/Netherlands.htm. Läst 27 juni 2011.